# デビッド・アンドリュース
デビッド・アンドリュース（James David Andrews，1992年7月10日 - ) は、アメリカ合衆国ジョージア州ジョンズクリーク出身の元アメリカンフットボール選手。ポジションはオフェンシブライン（OL）。
カレッジフットボールはジョージア大学でプレーした。また、彼の叔父は元カウボーイズの選手で、ブロンコスとファルコンズの元ヘッドコーチのダン・リーブスである。
あだ名としてbearと呼ばれている。

## 高校時代
アンドリュースはジョージア州ピーチツリーコーナーズにあるウェスリアンスクールに通っており、高校の頃はオフェンシブライン、ディフェンシブラインの両方でプレーしていた。また、アンドリュースはそこで2010年にグイネット郡オフェンシブラインマン・オブ・ザ・イヤーに選ばれ、グイネットデイリーポストのオールカウンティチームの先発オフェンスに選ばれた。 
アンドリュースは、Rivals.comで３つ星の新入生と評価され、2011年のセンター候補で９番目に位置付けられた。彼は、デューク大とミシガン大からのオファーを受けていたが，『根っからのジョージア大学のファン』であったアンドリュースは、ジョージア大がオファーを出すまで待ち、2010年２月に同大学からのオファー受けた時、その場で進学を決めた。 

## 大学時代
ジョージア大でのフレッシュマンシーズンに、アンドリュースは10試合に出場し、2年生のとき、ベン・ジョーンズの卒業によって空いたセンターの穴を埋めた。アンドリュースは全14試合すべてに先発出場した。11月初旬のオーバーン大戦の後、彼は 88% で成績を上げ、６回の「ドミネーター」ブロックと 3回のノックダウンを記録したため、SECオフェンシブラインマン・オブ・ザ・ウィークに選ばれた。 
ジュニアイヤーに、アンドリュースはリミントントロフィーのプレシーズンウォッチリストに指名され、 彼は全13試合すべてをセンターで先発出場し、クォーターバックのマレーを守る優秀なラインマンとして活躍したため、ジョージア大はSECの中で２位のパス成績を誇った。4年生の春の練習の終わりには、オフェンシブMVPに選ばれ、フィル・スティールのオールSECのサードチームに選ばれた。アンドリュースは、シニアシーズン中にさらに13回先発として出場し、大学キャリアでの出場回数が合計50試合になった。彼はジョージア州のビンス・ドゥーリー最優秀選手賞を受賞し、 AP通信によってオールSECのセカンドチームに選ばれ 、リミントントロフィーの６人のファイナリストのうちの１人に選ばれた。 

## プロキャリア
| 身長                    | 体重            | 腕 の 長 さ       | 手 の 大 き さ | 40Yrd ダ ッ シ ュ | 10Yrd ス プ リ ッ ト | 20Yrd ス プ リ ッ ト | 20Yrd シ ャ ト ル | 3 コ 丨 ン ド リ ル | 垂 直 跳 び     | 立 ち 幅 跳 び     | ベ ン チ プ レ ス |
| ----------------------- | --------------- | ----------------- | -------------- | ----------------- | -------------------- | -------------------- | ----------------- | ------------------- | --------------- | ------------------ | ----------------- |
| 6 ft 2+1⁄8 in (188 cm)  | 295 lb (134 kg) | 32+1⁄8 in (82 cm) | 10 in (25 cm)  | 5.12 s            | 1.71 s               | 2.87 s               | 4.78 s            | 8.12 s              | 30.0 in (76 cm) | 9 ft 0 in (2.74 m) | 27 回             |
| All values from Pro Day |                 |                   |                |                   |                      |                      |                   |                     |                 |                    |                   |

アンドリュースは2015年のNFLドラフトで指名されず、2015年5月8日にドラフト外フリーエージェントとしてニューイングランド・ペイトリオッツと契約した。彼はペイトリオッツのトレーニングキャンプで活躍を見せ、プレシーズンで多くのレプスを担当し、スターティングセンターのブライアン・ストークとリザーブセンター/ガードのライアン・ウェンデルの負傷により、すべてのプレシーズンゲームに先発出場した。アンドリュースはペイトリオッツの2015年の53マンロスターに食い込み、ストークがIRに入れられ、ウェンデルがインアクティブだったため，第１週のスティーラーズ戦でセンターとして先発出場しました。アンドリュースは第10週まですべての試合に先発出場し、シーズン前半はすべてのスナップで出場した。 彼は2016年のプロボウルには選ばれなかったが、ファン投票でトップ2に入った。アンドリュースは、スナップ数が多く給与が低いため、2015年のペイトリオッツの中で２番目に高い237,427.11ドルのボーナスを受け取った (コーナーバックのマルコム・バトラーに次ぐ)。
2016年、アンドリュースはスターティングセンターの座をブライアン・ストークと競い、アンドリュースが先発として指名された為、ストークはチームからリリースされた。彼は、チームの14–2の記録に貢献したオフェンシブラインで、ペイトリオッツのレギュラーシーズンの16試合すべてに先発出場した。アンドリュースは、第51回スーパーボウルでアトランタ・ファルコンズと対戦し、初のオーバータイムゲームとスーパーボウル史上最大のカムバックを経験した。ペイトリオッツは第３Q終盤の時点では28-3で負けていたが、最終的に34-28のスコアで勝ったため、トム・ブレイディへの評価が高まった試合であった。
2017年5月12日、アンドリュースはペイトリオッツとの2020年シーズンまでの3年の契約延長にサインした。契約の基本金は 960 万ドルで、サインボーナスは 160 万ドル、インセンティブは 210 万ドルであった。 2017年9月5日、アンドリュースはキャリアで初となるペイトリオッツのキャプテンに任命された。アンドリュースは、第52回スーパーボウルでフィラデルフィア・イーグルスへの敗北を含め、19試合中17試合に先発出場した。 
アンドリュースは、2018年に再びペイトリオッツのセンターとして16試合すべてに先発出場した。アンドリュースは、プレーオフでロサンゼルス・チャージャーズとカンザスシティ・チーフスを破った後、ペイトリオッツが3年連続でスーパーボウルに出場するのに貢献した。チームは第53回スーパーボウルでロサンゼルス・ラムズに13–3で勝利した。
2019年8月26日、アンドリュースは肺塞栓症と診断され、2019年8月31日にシーズン終了となる故障者リストに入れられた。
アンドリュースは、2019年をすべて欠場した後、2020年にペイトリオッツの先発メンバーに戻った。2020年9月26日、彼は親指の手術を受けた後、故障者リストに入れられた後， 10 月 24 日に復帰した。
2021年3月22日、アンドリュースはペイトリオッツとの4年の再契約にサインした。 
2025年3月にチームからリリースされ、同年5月28日に引退が発表された。

## 私生活
アンドリュースは彼の妻マッケンジーと、2017 年 4 月 8 日に結婚した。彼の叔父である故ダン・リーブスは、NFLのダラス・カウボーイズでプレーし、デンバー・ブロンコスとアトランタ・ファルコンズでヘッドコーチをしていた。  